# Westach
Westach ist ein Gemeindeteil des Marktes Isen und eine Gemarkung im oberbayerischen Landkreis Erding.

## Geographie
Das Streudorf Westach mit seinen teilweise weiter auseinanderliegenden Gehöften hat etwa 120 Einwohner.
Die Gemarkung Westach mit einer Fläche von rund 1340 Hektar hat nur den Gemarkungsteil 0 und liegt vollständig auf dem Gebiet der Marktgemeinde Isen. Sie umschließt fast vollständig die Gemarkung Isen. Im Osten gibt es eine knapp sechs Hektar große Teilfläche mit dem Gemeindeteil Zieglstadl, die durch einen Streifen der Gemarkung Isen vom Rest der Gemarkung Westach abgetrennt ist. Auf der Gemarkung Westach liegen die folgenden 45 Gemeindeteile von Isen: Altweg, Aschberg, Bachleiten, Eck, Eschbaum, Feichten, Fickelmühle, Flecksberg, Gaisberg, Gallersberg, Gänsbach, Ganzenöd, Gmain, Göttner, Hofreit, Höselsthal, Kapfing, Kay, Kitzöd, Kothlehen, Kuglstadt, Linden, Lohe, Loipfing, Mais, Niederöd, Öd, Rabeneck, Ranischberg, Rosenberg, Schrott, Sollach, Staudigl, Steidelstetten, Steingassen, Steinla, Steinsberg, Steinspoint, Stocka, Straß, Urtlmühle, Voglwohl, Westach, Wildenmoos, Zellershub und Zieglstadl.

## Geschichte
Von Westach stammt das im Spätmittelalter und in der frühen Neuzeit im Isengau reich begüterte Adelsgeschlecht Westacher her. Ihr Stammsitz kam 1561 durch Kauf an die freisingisch-burgrainer Herrschaftsverwaltung. Westach wurde 1284 erstmals erwähnt und hatte 1739 acht Anwesen. Durch die Säkularisation in Bayern gelangte die Herrschaft Burgrain in den Besitz Kurpfalz-Bayerns (ab 1806 Königreich Bayern).
Die Gemeinde Westach wurde aus den Obmannschaften Westach, Bachleiten, Steinsberg, sowie Teilen der Obmannschaften Oberndorf und Seidelstetten 1818 mit dem bayerischen Gemeindeedikt gebildet. Sie hatte am 6. Juni 1961, dem Stichtag der Volkszählung, 847 Einwohner in 45 Gemeindeteilen. Zu den größten zählten neben Westach die Dörfer Loipfing, Mais und Rosenberg sowie die Weiler Altweg, Aschberg, Bachleiten, Höselsthal und Hofreit. Im Vorfeld der  bayerischen Gebietsreform von 1972 schloss sich die damalige Gemeinde Westach gleichzeitig mit der Gemeinde Schnaupping am 1. April 1971 dem Markt Isen an.
Im Gemeindegebiet lag der Haltepunkt für Inner-/Außerbittlbach an der Bahnstrecke Thann-Matzbach–Haag.

## Sehenswürdigkeiten
Das „Müllerbrünnl“ befindet sich auf einer Waldlichtung ein paar hundert Meter westlich. Die kleine Holzkapelle daneben ist dem Hl. Leonhard gewidmet. Das Quellwasser soll der Legende nach Heilwirkungen gegen Augenleiden und Erkrankung der Verdauungsorgane aufweisen.

Westachs nördliche West-/Ostaudehnung von Mais-West gesehen